# Plie
Ne doit pas être confondu avec PLIE.
Taxons concernés
Plie [pli] est un nom vernaculaire ambigu désignant en français  des poissons plats. 
Le terme plie désigne principalement, en France et en Belgique, l'espèce Pleuronectes platessa (plie commune appelée plus spécifiquement carrelet), mais il est utilisé comme base pour de nombreux autres noms vernaculaires et commerciaux. Ce terme semble dérivé du bas latin platessa, mais le terme semble indo-européen. Les autres formes sont, en wallon, playis, et, en anglais, plaice.
La plie fait l'objet d'une surpêche intensive : une étude du centre de recherches Océan du futur de Kiel, publiée en 2010, a montré que même en arrêtant totalement à ce moment-là la pêche de ces poissons (ainsi que de 11 autres espèces, dont la morue et le flétan), leur stock n'aurait pas été reconstitué en 2015, ce qui était l'objectif fixé par l'Union européenne (UE) lors du sommet de la Terre de 2002.
L'expression plie de Nouvelle-Zélande se rapporte à plusieurs espèces.

## Liste des espèces appelées «plies»
Note : certaines espèces peuvent avoir plusieurs noms.
- Plie (plie commune) - Pleuronectes platessa[3]
- Plie à écailles régulières - Isopsetta isolepis[3]
- Plie à nageoire frangée - Trichopsetta orbisulcus[3]
- Plie à points noirs - Psettichthys melanostictus[3]
- Plie à tête plate - Hippoglossoides elassodon[3]
- Plie arctique - Liopsetta glacialis[3]
- Plie commune - Pleuronectes platessa[3]
- Plie cynoglosse - Glyptocephalus cynoglossus[3]
- Plie cynoglosse royale - Glyptocephalus zachirus[3]
- Plie d'Alaska ou Plie de l'alaska - Pleuronectes quadrituberculatus[3]
- Plie d'Europe - Pleuronectes platessa[3]
- Plie de Bering - Hippoglossoides robustus[3]
- Plie de Californie  - Eopsetta jordani[3] ou Lyopsetta exilis
- Plie du Canada ou Plie canadienne - Hippoglossoides platessoides[3]
- Plie du Pacifique - Platichthys stellatus[3]
- Plie grise - Glyptocephalus cynoglossus[3]
- Plie lisse  - Liopsetta putnami et Pleuronectes putnami[3]
- Plie rouge  - Pseudopleuronectes americanus et Pleuronectes americanus[3]

## Direction générale de la Concurrence, de la Consommation et de la Répression des fraudes
En France, le terme plie ne peut être attribué commercialement qu'à quelques espèces.
- Atheresthes stomias - plie à grande bouche
- Glyptocephalus cynoglossus - plie cynoglosse, plie grise
- Hippoglossoides platessoides - balai de l’Atlantique, plie canadienne, balai
- Peltorhamphus novaezeelandiae - camarde de Nouvelle-Zélande, plie de Nouvelle-Zélande
- Peltorhamphus novaezelandiae - camarde, plie de Nouvelle-Zélande
- Pleuronectes platessa - plie commune, carrelet, plie
- Pseudopleuronectes americanus - limande-plie rouge
- Rhombosolea spp. dont :
  - Rhombosolea leporina - camarde, plie de Nouvelle Zélande
  - Rhombosolea plebeia - camarde, plie de Nouvelle Zélande